# Feliks Dąbrowski
Feliks Dąbrowski (ur. ok. 1836, zm. w grudniu 1881 w Milwaukee) – polski duchowny katolicki, bernardyn, uczestnik powstania styczniowego.
Po ukończeniu gimnazjum wstąpił do klasztoru w Starym Stoku. W czasie powstania styczniowego służył jako kapelan w oddziale Mariana Langiewicza; za udział w powstaniu internowany. Po zwolnieniu wyjechał do Francji, następnie do USA; pracował przy misjach polsko-czeskich w Teksasie, od 1878 był proboszczem parafii polskiej św. Michała w Beaver Dam (Wisconsin). Zmarł w grudniu 1881 w wieku 45 lat. Nabożeństwo żałobne odprawił miejscowy wikariusz generalny, a mowę pogrzebową głosił polski kapelan ks. Gulski.